# كارمين فوينتيس
كارمين فوينتيس (بالإسبانية: Carmen Fuentes)‏ هي منافسة ألعاب القوى إسبانية، ولدت في 7 يونيو 1965.

## وصلات خارجية
- كارمين فوينتيس على موقع الاتحاد الدولي لألعاب القوى (الإنجليزية)